# Barri xinès

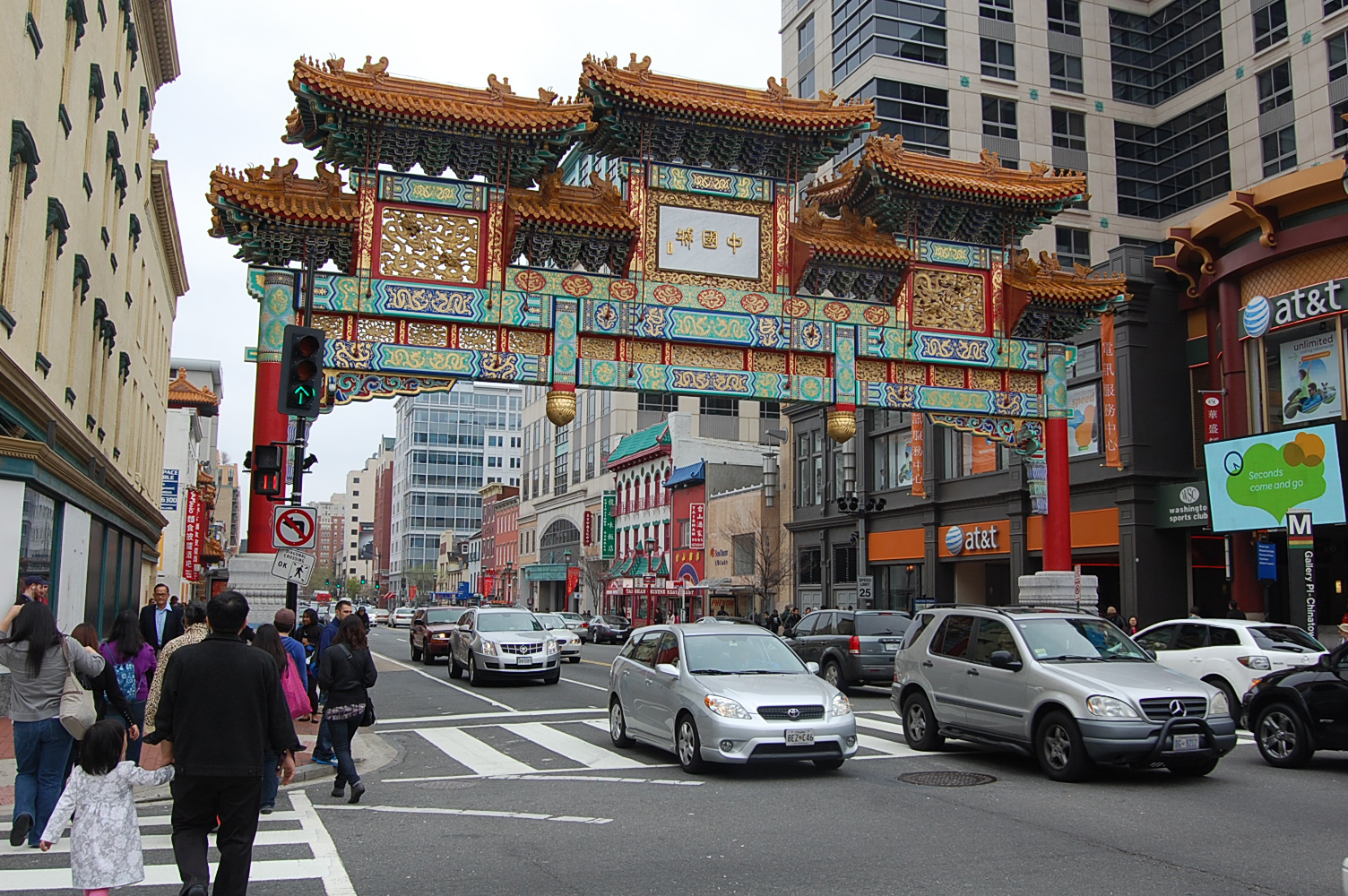
Barri xinès de Washington DC

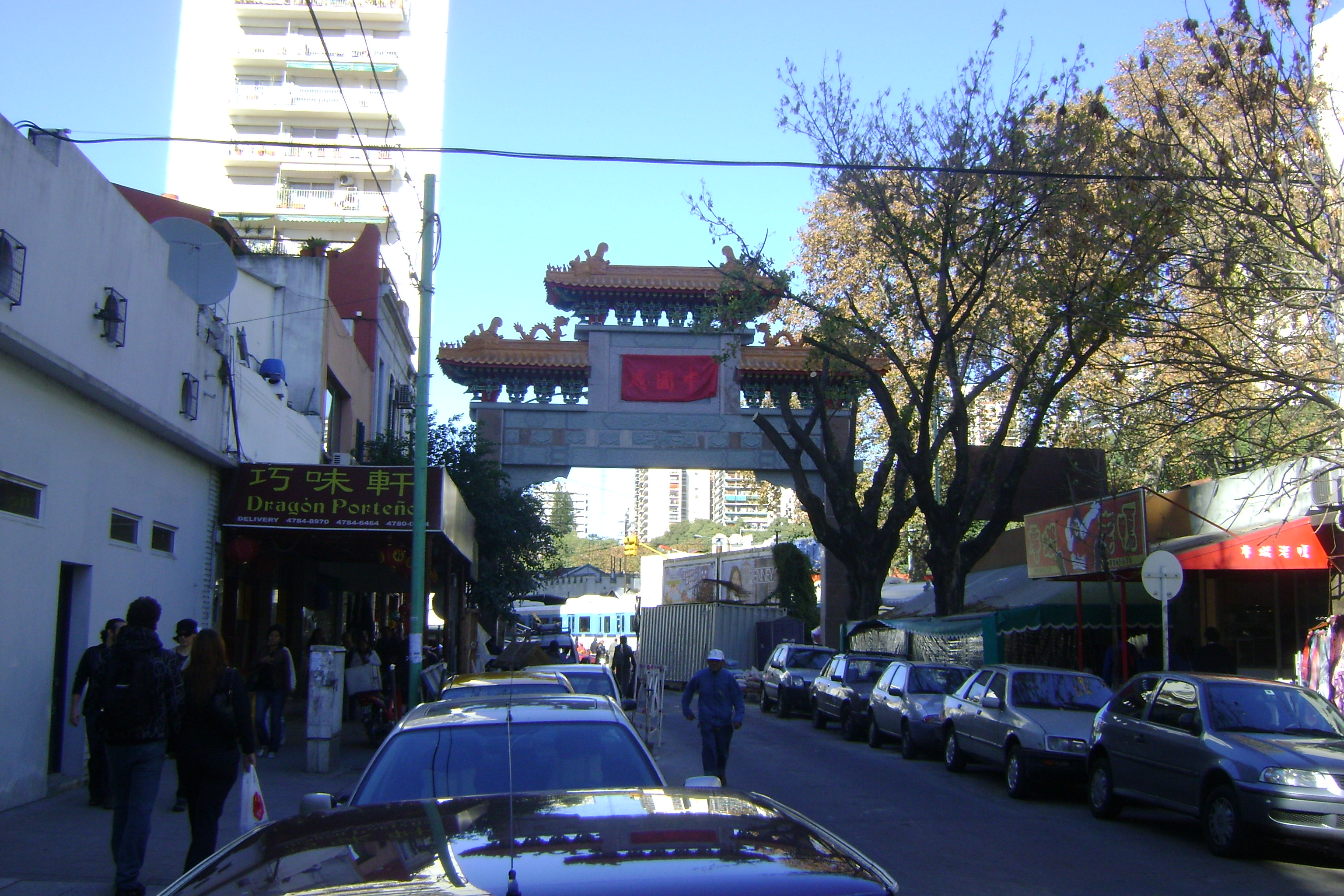
Barri xinès de Buenos Aires

Un barri xinès és una zona urbana (un enclavament ètnic) en la qual resideix una gran quantitat de població d'origen xinès en una societat no xinesa, encara que el terme també ha estat utilitzat per descriure àrees urbanes on viuen un gran nombre de residents d'origen asiàtic, com ara vietnamites, japonesos i coreans. Els barris xinesos són comuns al sud-est asiàtic i a l'Amèrica del Nord, encara que també són freqüents a Europa i l'Amèrica Llatina.
A la ciutat de San Francisco (Estats Units) és on hi ha el barri xinès més important del món. El segon en importància numèrica és el barri xinès de Lima (Perú), que es troba al costat del centre històric; a la costa del Perú, i especialment a Lima, es poden comptar més d'un milió tres-cents mil xinesos o descendents de xinesos que s dediquen principalment al comerç minorista i a la gestió de restaurants de menjar xinès fusionat amb el menjar peruà anomenats chifas. Molt conegut és també el barri xinès de Manhattan (Chinatown) de Nova York (Estats Units).
El barri xinès de Barcelona (o barri xino) era un sector del Raval comprès, aproximadament, entre la Rambla, el Paral·lel, i el carrer Hospital on es concentraven un gran nombre de prostíbuls i activitats relacionades amb la prostitució. La denominació "barri xino" té més a veure amb això que no pas amb la presència de ciutadans d'origen oriental, que no s'hi van començar a implantar de manera significativa fins a la fi del segle xx, per bé que als anys 30 del segle XX hi visqué una petita comunitat xinesa.